# 1875 год в музыке

## События
- 3 марта — премьера оперы «Кармен» Жоржа Бизе в Опера комик, Париж[1]
- 10 марта — премьера оперы «Царица Савская» Карла Гольдмарка в Венской государственной опере[2]
- 14 марта — премьера симфонической поэмы «Вышеград» из цикла «Моя Родина» Бедржиха Сметаны[3]
- 25 марта — премьера драматической кантаты (оперы) «Суд присяжных» Гилберта и Салливана
- 7 ноября — премьера Симфонии № 3 Петра Чайковского в исполнении оркестра под управлением Николая Рубинштейна, Москва[4]

## Классическая музыка
- Пётр Чайковский — Концерт для фортепиано с оркестром № 1; Симфония № 3
- Иоганнес Брамс — струнный квартет № 3
- Антонин Дворжак — серенада для струнного оркестра
- Габриэль Форе — сюита для оркестра; «Les Djinns», опус 12
- Эдвард Григ — Музыка к пьесе Ибсена «Пер Гюнт», сочинение 23; Баллада в форме вариаций, сочинение 24
- Александр Бородин — струнный квартете № 1
- Эдуар Лало — Allegro Symphonique
- Жюль Массне — оратория «Ева»; «Драма эпохи Филиппа II»
- Модест Мусоргский — «Песни и пляски смерти»
- Амилькаре Понкьелли — кантата «К Гаэтано Доницетти»
- Николай Андреевич Римский-Корсаков — струнный квартет № 1
- Камиль Сен-Санс — симфоническая поэма «Юность Геракла»

## Опера
- Цезарь Кюи — «Анджело»
- Жюль Массне — «Тамплиеры» (утрачена)
- Артур Салливан — «Суд присяжных»
- Антон Рубинштейн — «Демон»

## Родились

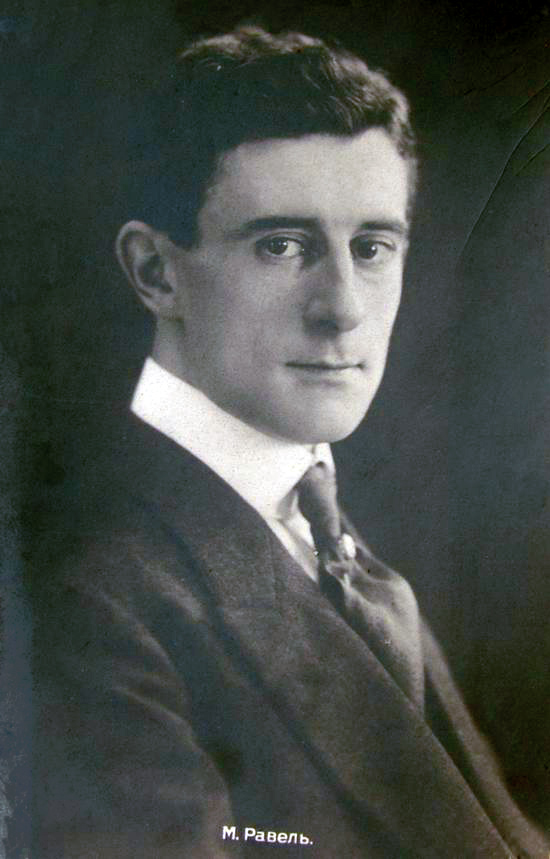
Морис Равель

- 2 февраля — Фриц Крейслер (ум. 1962) — австрийский скрипач и композитор
- 24 февраля — Владимир Пикок (ум. 1943) — русский и советский оперный певец (тенор)
- 26 февраля — Рихард Ветц[нем.] (ум. 1935) — немецкий композитор, дирижёр и педагог
- 28 февраля
  - Вилиам Фигуш-Бистри (ум. 1937) — словацкий композитор, фольклорист и педагог
  - Рида Джонсон Янг[англ.] (ум. 1926) — американская писательница, драматург, автор песен и либреттистка
- 7 марта — Морис Равель (ум. 1937) — французский композитор и дирижёр
- 4 апреля — Пьер Монтё (ум. 1964) ― французский и американский дирижёр
- 5 апреля — Мистенгет (ум. 1956) — французская актриса, певица и танцовщица
- май — Пол Сарбресол[англ.] (ум. 1911) — американский композитор регтаймов
- 17 июля — Дональд Тови (ум. 1940) — британский музыковед, композитор, пианист, дирижёр и педагог
- 9 августа — Альберт Кетелби (ум. 1959) — британский композитор, дирижёр и пианист
- 15 августа — Сэмюэл Кольридж-Тейлор (ум. 1912) — британский композитор, пианист и дирижёр
- 3 сентября — Фред Фишер[англ.] (ум. 1942) — американский автор песен и музыкальный издатель немецкого происхождения
- 22 сентября — Микалоюс Чюрлёнис (ум. 1911) — литовский художник и композитор

## Скончались

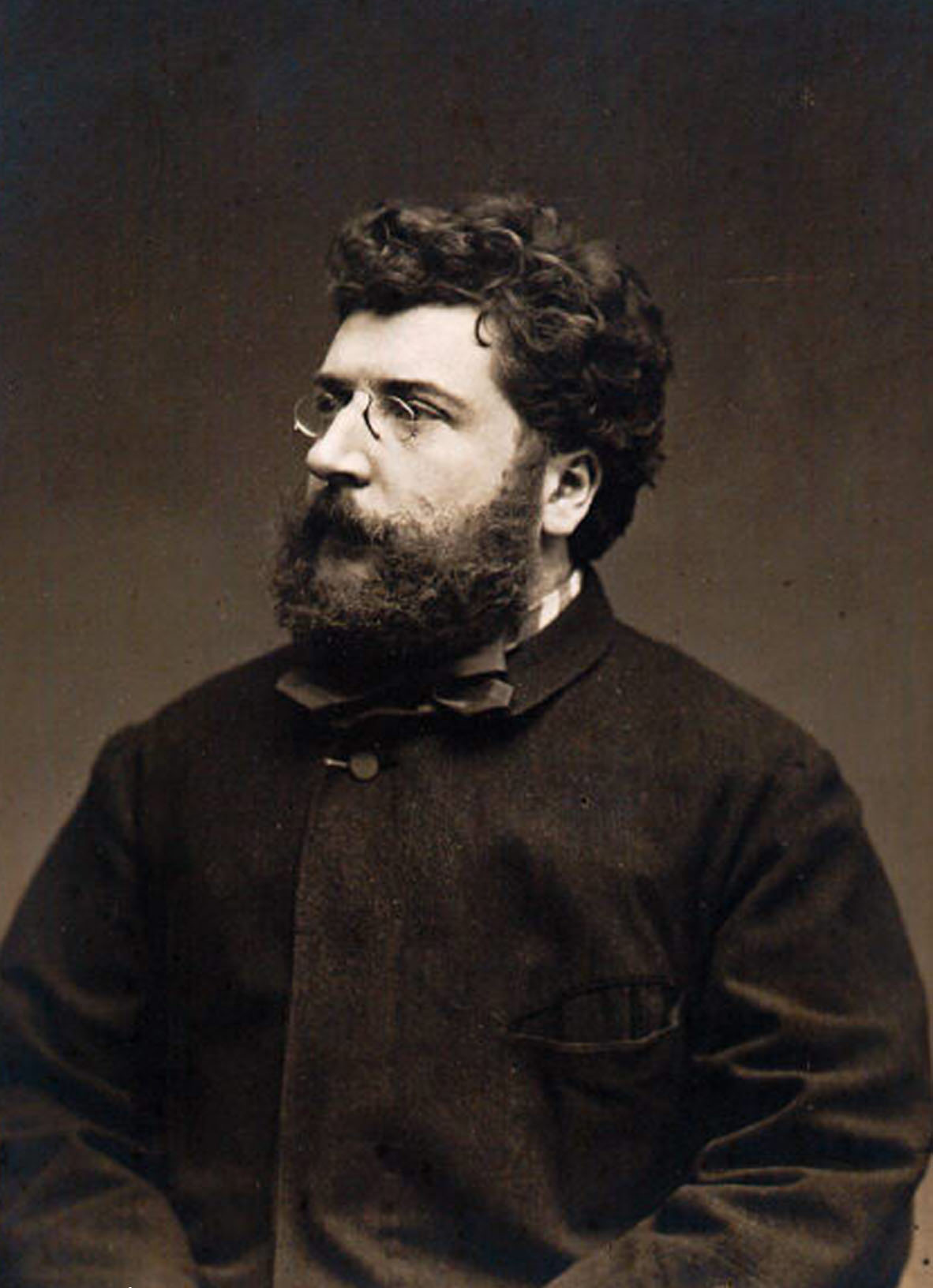
Жорж Бизе

- 25 января — Леопольд Янса (79) — чешский скрипач, композитор и музыкальный педагог
- 1 февраля — Уильям Стерндейл Беннетт (58) — британский композитор, дирижёр и пианист
- 23 февраля — Луиза Микаэли (44) — шведская оперная певица (сопрано)
- 3 марта — Адольф Ройбке[нем.] (69) — немецкий производитель органов
- 15 марта — Кристиан Юлиус Хансен[дат.] (60) — датский композитор и органист
- 17 марта — Фердинанд Лауб (43) — чешский скрипач, композитор и педагог
- 19 марта — Жан Батист Вийом (76) — французский скрипичный мастер
- 2 мая — Маттиас Дурст (59) — австрийский скрипач и композитор
- 3 июня — Жорж Бизе (36) — французский композитор
- 15 сентября — Луиза Фарранк (71) — французская пианистка, композитор и музыкальный педагог
- 24 сентября — Уильям Уокер[англ.] (66) — американский композитор и автор гимнов